# Juan Manuel Martínez
Juan Manuel Martínez, né le 25 octobre 1985 à Viedma, est un footballeur argentin. Il évolue au poste d'attaquant.

## Biographie

### En club
En janvier 2013, il signe en faveur de Boca Juniors. Le montant du transfert est évalué à 2,3 M€.

### En sélection
Le 25 janvier 2011, il honore sa 1re sélection avec l'équipe d'Argentine pour affronter le Portugal au Stade de Genève en entrant en jeu à la 84e minute en remplacement de Ezequiel Lavezzi (victoire 2-1).

## Statistiques détaillées
| Saison                | Club                  | Championnat           | Championnat | Championnat | Coupe(s) nationale(s) | Coupe(s) nationale(s) | Compétition(s) continentale(s) | Compétition(s) continentale(s) | Compétition(s) continentale(s) | Argentine | Argentine | Total | Total |
| Saison                | Club                  | Division              | M.          | B.          | M.                    | B.                    | Comp.                          | M.                             | B.                             | M.        | B.        | M.    | B.    |
| 2003 - 2004           | Vélez Sarsfield       | 1                     | 22          | 1           | -                     | -                     | -                              | -                              | -                              | -         | -         | 22    | 1     |
| 2004 - 2005           | Vélez Sarsfield       | 1                     | 19          | 1           | -                     | -                     | -                              | -                              | -                              | -         | -         | 19    | 1     |
| 2005 - 2006           | Argentinos Juniors    | 1                     | 11          | 1           | -                     | -                     | -                              | -                              | -                              | -         | -         | 11    | 1     |
| 2006 - 2007           | Vélez Sarsfield       | 1                     | 3           | 0           | -                     | -                     | -                              | -                              | -                              | -         | -         | 3     | 0     |
| 2007                  | Cúcuta Deportivo      | 1                     | 9           | 2           | -                     | -                     | CL                             | 11                             | 4                              | -         | -         | 20    | 6     |
| 2007 - 2008           | Al-Shabab             | 1                     | 15          | 3           | -                     | -                     | -                              | -                              | -                              | -         | -         | 15    | 3     |
| 2008 - 2009           | Vélez Sarsfield       | 1                     | 24          | 3           | -                     | -                     | -                              | -                              | -                              | -         | -         | 24    | 3     |
| 2009 - 2010           | Vélez Sarsfield       | 1                     | 22          | 2           | -                     | -                     | CS+CL                          | 3+8                            | 0+1                            | -         | -         | 33    | 3     |
| 2010 - 2011           | Vélez Sarsfield       | 1                     | 37          | 13          | -                     | -                     | CS+CL                          | 2+11                           | 0+3                            | 1         | 0         | 51    | 16    |
| 2011 - 2012           | Vélez Sarsfield       | 1                     | 24          | 6           | -                     | -                     | CS+CL                          | 5+10                           | 2+1                            | 1         | 0         | 40    | 9     |
| 2012                  | Corinthians           | 1                     | 10          | 1           | -                     | -                     | -                              | -                              | -                              | 1         | 1         | 11    | 2     |
| Total sur la carrière | Total sur la carrière | Total sur la carrière | 196         | 33          | -                     | -                     | -                              | 50                             | 11                             | 3         | 1         | 249   | 45    |

## Palmarès
- Avec Vélez Sarsfield :
  - Champion d'Argentine (Clausura) en 2005, 2009 et 2011.
- Avec Boca Juniors :
  - Championnat d'Argentine en 2015